# Rana pyrenaica
Rana pyrenaica е вид земноводно от семейство Водни жаби (Ranidae). Видът е застрашен от изчезване.

## Разпространение
Разпространен е в Испания и Франция.